# Burkhard Gantenbein
Burkhard «Burk & Ganti» Herbert Gantenbein (* 14. Juli 1912; † 27. August 2007) war ein Schweizer Handballspieler.

## Leben
Gantenbein gehörte zum Aufgebot der Schweizer Handballnationalmannschaft bei deren 1. Länderspiel. Bei den Olympischen Spielen 1936 in Berlin gewann er mit der Mannschaft die Bronzemedaille. 1931 war er Gründungsmitglied der Handballsektion des Grasshopper Club Zürichs (GC). Zwischen 1939 und 1940 war er Sektionspräsident des GC.